# وسکا (مینه‌سوتا)
وسکا (به انگلیسی: Waseca) شهری در شهرستان وسکا ایالت مینه‌سوتا در کشور ایالات متحده آمریکا است که جمعیت آن در سرشماری سال ۲۰۱۰ میلادی، ۹۴۱۰ نفر بوده‌است.